# Prostitution à Monaco
La prostitution à Monaco est légale, mais la prostitution organisée (bordels, réseaux de prostitution et autres formes de proxénétisme) est interdite. La sollicitation est également illégale. Forcer une autre personne à se prostituer est illégal, avec des peines allant de six mois à trois ans d'emprisonnement, plus une amende. Un mari qui force sa femme à se prostituer peut être condamné à un à cinq ans d'emprisonnement plus une amende,.
La prostitution a lieu le plus souvent dans les hôtels, les bars et les discothèques. Il y a une cinquantaine de prostituées dans le pays, dont près de la moitié sont brésiliennes, mais leur nombre augmente lors d'événements sportifs comme le Grand Prix automobile de Monaco. La plupart sont des résidents de France, en raison de la relative facilité de transit et de la proximité de la France.
Malgré la légalité de la prostitution, la loi dispose qu'une autorisation gouvernementale est requise pour exercer une profession donnée. En raison d'un manque de processus pour l'autorisation formelle de la prostitution, elle échappe à la réglementation du droit du travail monégasque.

## Types de prostitution

### Limites et interdictions
Les bordels, le proxénétisme et tout autre moyen de prostitution organisée sont interdits par le gouvernement monégasque. Ces établissements sont interdits car les actes suivants sont interdits et passibles d'une peine d'emprisonnement pouvant aller jusqu'à 3 ans : faire pression sur quelqu'un pour qu'il commence ou continue à se prostituer, se cacher et / ou aider à promouvoir la prostitution d'autrui, partager et percevoir les revenus d'une personne se livrant à la prostitution, et faciliter l'engagement d'une interaction entre une prostituée et un client. La punition pour proxénétisme est de 5 à 10 ans d'emprisonnement si l'un des critères suivants est satisfait: en cas de proxénétisme, en cas de violence, intimidation, tromperie, ou si ces activités sont organisées par plus d'une personne.

### Prostitution indépendante
La prostitution indépendante d'un adulte consentant est la seule forme de prostitution autorisée par la loi monégasque.

## Mesures contre l'exploitation
Afin d'aider à prévenir les violations flagrantes des droits de l'homme, Monaco désigne une unité spéciale de police pour surveiller les activités des femmes prostituées. Outre la surveillance, l'unité de sécurité informe les prostituées des risques éventuels et des ressources dont elles disposent.

### Prostitution d'un mineur
L'article 265 du Code pénal monégasque dispose que tenter ou réussir à inciter et / ou à contraindre un mineur à la débauche, que ce soit à l'intérieur ou à l'extérieur du territoire, est un délit passible de 6 mois à 3 ans d'emprisonnement. La même punition est attribuée à ceux qui aident à organiser et / ou à faciliter un tel comportement.
Le fait de solliciter un mineur pour une activité sexuelle en échange d'un bien ou d'un service est également illégal et passible de 3 à 5 ans d'emprisonnement. Avoir des relations sexuelles avec un mineur quel que soit le contexte est passible de 1 à 5 ans de prison; en outre, le Code pénal monégasque dispose que toute sorte de pénétration sexuelle d'un mineur par un proche et / ou une personne en situation d'autorité entraîne le viol, chef d'accusation passible de 10 à 20 ans d'emprisonnement; la peine maximale est attribuée d'office si le mineur a moins de 16 ans,. Monaco ne rapporte aucun incident connu de prostitution d'un mineur.

### Trafic sexuel
Il n'y a pas de rapports confirmés selon lesquels Monaco serait un pays d'origine, de destination ou de transit pour les victimes du trafic sexuel. Monaco s'oppose à la traite des êtres humains et est l'un des signataires du traité des Nations unies nommé "Protocole visant à prévenir, réprimer et punir la traite des personnes, en particulier des femmes et des enfants".